# 劉尼
劉 尼（りゅう じ、? - 474年）は、中国の北魏の政治家。本姓は独孤。字は俟尼須。本貫は代郡。

## 経歴
冠軍将軍の劉婁の子として生まれた。膂力にすぐれ、弓射を得意とし、太武帝に認められて羽林中郎に任じられ、昌国子の爵位を受け、振威将軍の位を加えられた。
452年、宗愛が南安王拓跋余を東廟で殺害したが、事実を隠し、劉尼だけが事情を知っていた。劉尼は宗愛に拓跋濬（文成帝）を立てるよう勧めたが、宗愛は諸王子の中から後継を選ぼうとした。劉尼は事情を殿中尚書の源賀に告げ、また南部尚書の陸麗を引き入れて拓跋濬の擁立を相談した。源賀と尚書の長孫渇侯が兵を率いて警備し、劉尼と陸麗が拓跋濬を苑中に迎え入れた。陸麗が拓跋濬を馬上に抱えて宮中に入った。劉尼が東廟に馳せもどって、「宗愛が南安王を殺したのは、大逆不道である。皇孫がすでに大位に登られ、詔がくだったので、宿衛の士はみな宮中に還りなさい」と大呼すると、人々は万歳を叫んだ。源賀と長孫渇侯が宗愛や賈周らを捕らえると、永安殿に入った。劉尼は内行長となり、爵位は建昌侯に進んだ。散騎常侍・安南将軍に転じた。
さらに爵位は東安公に進んだ。まもなく尚書右僕射に転じ、侍中の位を加えられ、東安王に進んだ。征南将軍・定州刺史として出向した。定州では酒びたりで、政務を執った日は少なかった。殿中尚書として召還され、侍中・特進を加えられた。文成帝の末年、司徒に転じた。470年、北征のために献文帝が自ら閲兵したが、劉尼は酔っていて兵列が整わなかった。献文帝は劉尼の功績を重くみて、罪を許し、免官のみにとどめた。474年、死去した。
子の劉社生が爵位を嗣ぎ、宣武帝のときに寧朔将軍・歩兵校尉となった。

## 伝記資料
- 『魏書』巻三十 列伝第十八
- 『北史』巻二十八 列伝第十六